# 春採公園
春採公園（はるとりこうえん）は、北海道釧路市にある公園。1962年に旧釧路公園から分離した。園内に春採湖や釧路市立博物館、史跡「春採台地竪穴群」「鶴ヶ岱チャランケ砦（チャシ）跡」、天然記念物「春採湖のヒブナ生息地」などを有する。「日本の歴史公園100選」や「北の造園遺産」にも認定されている。釧路の代表的公園の一つ。

## 概要
釧路市中心部から東へ約1 kmの地点に位置しながら自然環境が取り残されており、多くの野鳥が飛来して繁殖が確認されている。国の天然記念物である「春採湖ヒブナ生息地」を含む公園区域は、北海道指定の「鳥獣保護区」となっている。また、一部区域を貨物線（太平洋石炭販売輸送臨港線）が通っていた。
1916年(大正5年)に旧釧路公園として本多静六によって設計されたが、1962年(昭和37年)に春採公園と鶴ヶ岱公園に分離した。理由は都市計画の見直しである。2006年（平成18年）に「日本の歴史公園100選」に選定され、2012年（平成24年）には鶴ヶ岱公園とともに「北の造園遺産」認定となった。
公園には春採湖の周囲に4.7 kmの園路が整備されており、自然観察、散策やジョギングなどに利用されている。
春採湖ができ始めた擦文時代の竪穴建物跡（史跡「春採台地竪穴群」1935年12月24日指定。）がある。またシャクシャインの戦いの場となるアイヌの砦の跡チャランケチャシ（鶴ヶ岱チャランケ砦跡）も残されている 。

## 自然
海風のための風衝林として、ミズナラやカラマツが植えられている。ミズナラの他に、天然林としてハリギリ、イタラカエデがある。5月から7月の間に、エゾスグリ、エゾノウワミズザクラ、オオバナノエンレイソウ、オドリコソウ、エゾスカシユリといった花が見どころとなる。鳥や昆虫も多く、アケガラ、シジュウカラ、コジュウカラ、ハシブトガラは1年中見ることができる。トンボの池は、過去には最大36種類のトンボが生息していた。

## 施設
釧路市立博物館
春採湖ネイチャーセンター
春採湖の自然について解説・展示している。
野草園
釧路地方に生育する多年生植物を中心に約120種類の野草を集めている。
ロックガーデン
北海道で産出する自然岩約90点を紹介している。
野鳥観察舎
野鳥を驚かさないよう多数ののぞき窓を設置し、座って観察できるようになっている。
トンボの池
バーベキューコーナー
- ネイチャーセンター付近45炉
- 旧青少年科学館側12炉

遺跡
- 春採台地竪穴群（国の史跡）
- 鶴ヶ岱チャランケ砦（チャシ）跡（国の史跡）

## 周辺
- 春湖台
  - 市立釧路総合病院
  - 釧路市立高等看護学院
  - 釧路市立幣舞中学校
- 春採
  - 釧路市春採アイスアリーナ
  - 春採ショッピングセンター